# Lonchaea xylophila
Lonchaea xylophila är en tvåvingeart som beskrevs av Nikolai Vasilevich Kovalev 1978. Lonchaea xylophila ingår i släktet Lonchaea och familjen stjärtflugor. Inga underarter finns listade i Catalogue of Life.